# Elezioni presidenziali in Russia del 2008
Le elezioni presidenziali in Russia del 2008 si tennero il 2 marzo; videro la vittoria di Dmitrij Medvedev che, sostenuto dal Presidente uscente Vladimir Putin, ottenne il 69% dei voti, sconfiggendo i candidati del Partito Comunista e del Partito Liberal-Democratico russo  e del Partito Democratico di Russia.

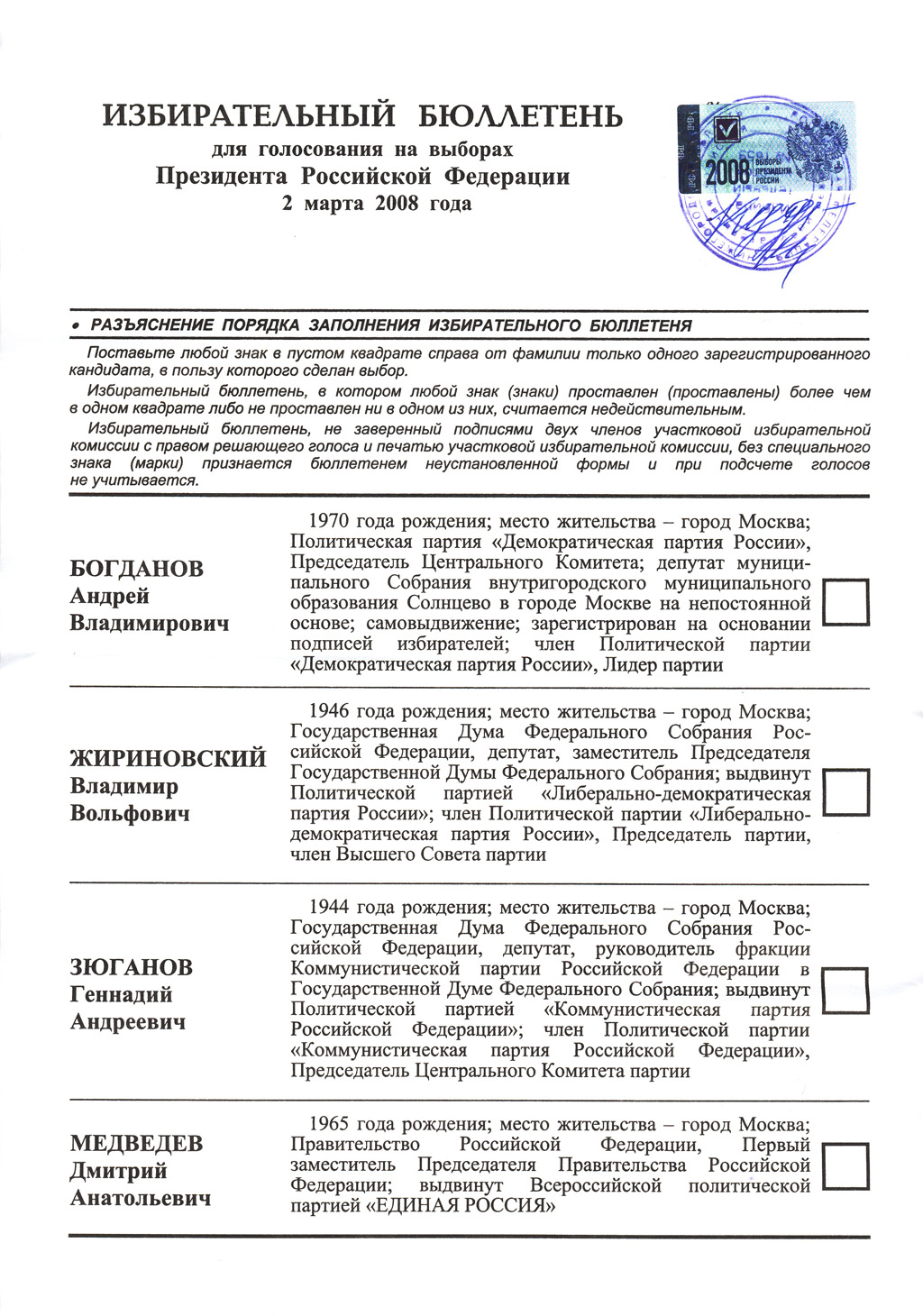
Scheda elettorale

## Risultati
| Dmitrij Anatol'evič Medvedev | Russia Unita (con SP - APR - Verdi - GS)  | 52 530 712  | 70,28 |  |  |  |  |  |
| Gennadij Zjuganov            | Partito Comunista della Federazione Russa | 13 243 550  | 17,72 |  |  |  |  |  |
| Vladimir Žirinovskij         | Partito Liberal-Democratico di Russia     | 6 988 510   | 9,35  |  |  |  |  |  |
| Andrej Bogdanov              | Partito Democratico di Russia             | 968 344     | 1,30  |  |  |  |  |  |
| Voti non validi              | Voti non validi                           | 1 105 533   | 1,48  |  |  |  |  |  |
| Totale                       | Totale                                    | 74 746 649  | 100   |  |  |  |  |  |
|                              |                                           |             |       |  |  |  |  |  |
| Schede emesse                | Schede emesse                             | 74 849 264  |       |  |  |  |  |  |
| Elettori                     | Elettori                                  | 107 222 016 |       |  |  |  |  |  |